# Neri di Bicci

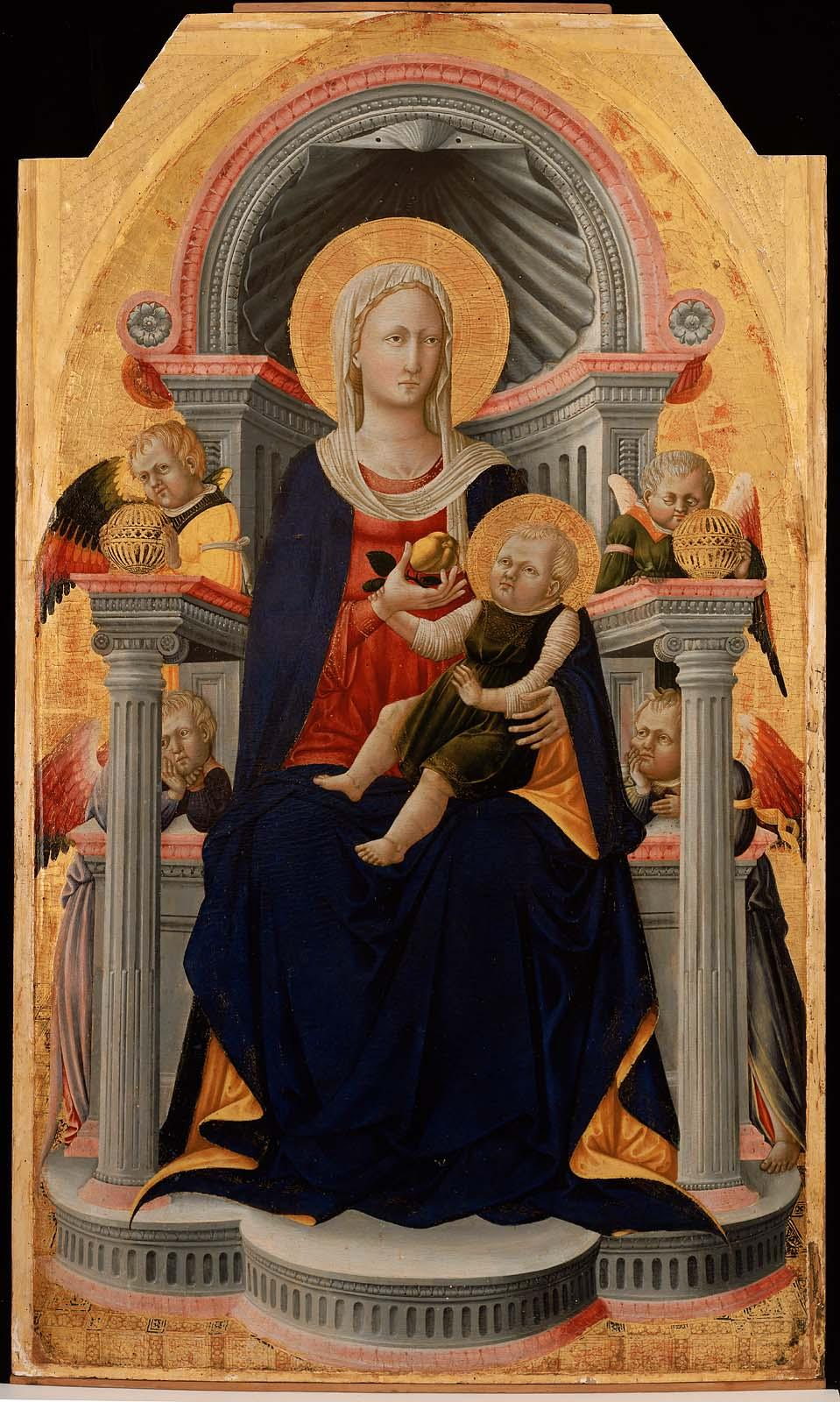
Neri di Bicci, Madonna z Dzieciątkiem i aniołami, ok. 1445.

Neri di Bicci (1418-1492) – włoski malarz tworzący w okresie wczesnego odrodzenia, syn malarza Lorenza di Bicciego. 
Działał głównie we Florencji. Był stosunkowo płodnym artystą, podejmował się przedstawiania głównie tematów religijnych. Pozostawał wierny stylistyce sztuki bizantyńskiej, stosując dużą ilość złoceń, jednakże fizjonomia ukazywanych postaci i modelunek światłocieniowy ujawniały już wpływ renesansu.

## Obrazy
- Sceny z życia świętej Felicyty, kościół Santa Felicita, Florencja.
- Zwiastowanie (1455), kościół Santa Maria Novella, Florencja.
- Portret Niccoló Sernigi (ok. 1475).
- Święci Sebastian, Błażej i Antoni (ok. 1478), Montecatini Val di Cecina.
- Święty Jan Gwalbert, kościół Santa Trinita, Florencja.